# Wapen van Ottignies-Louvain-la-Neuve

Het wapen van Ottignies-Louvain-la-Neuve

Het wapen van Ottignies-Louvain-la-Neuve is het gemeentelijke wapen van de Belgische gemeente Ottignies-Louvain-la-Neuve. De Waals-Brabantse gemeente heeft het wapen in 1991 officieel toegekend gekregen.

## Geschiedenis
Ottignies-Louvain-la-Neuve is een fusiegemeente ontstaan in 1977 uit een fusie tussen Céroux-Mousty, Limelette en Ottignies. Het wapen bestaat uit elementen van de wapens van de voormalige gemeenten (Limelette en Ottignies), het wapen van de laatste heren van Céroux en van het wapen van Anne-Josèphe de la Croix, abdis van de abdij van Florival. Het wapen werd op 18 december 1991 officieel aan de gemeente toegekend.

## Blazoenering
De beschrijving van het wapen luidt als volgt:
Ecartelé au 1 d'or à la fasce d'azur, au 2 d'azur à la bande d'or accompagnée de deux colombes d'argent becquées et membrées de gueules, à la bordure du second chargée de huit taus du premier, au 3 d'azur à la croix d'or cantonnée de quatre coquilles du même, au 4 d'or à trois coqs de gueules.
Gevierendeeld, 1 van goud een dwarsbalk van azuur, 2 van azuur een schuinbalk van goud vergezeld van twee duiven van zilver gesnaveld en gepoot van keel, goud een zoom van het tweede beladen met acht taus van het eerste, 3 van azuur beladen met een kruis van goud gekantoneerd met vier schelpen van hetzelfde, 4 van goud beladen met drie hanen van keel.
De heraldische kleuren zijn goud (geel), azuur (blauw), zilver (wit) en keel (rood). 
De kwartieren staan symbool voor de wapens van:
1. de familie De Spangen, de laatste heren van Ottignies
2. de familie Coloma, heren van Céroux
3. Anne-Josèphe de la Croix, abdis van de abdij van Florival
4. Limelette

## Overeenkomstige wapens
De volgende wapens zijn op historische gronden vergelijkbaar met het wapen van Ottignies-Louvain-la-Neuve: 

Het wapen van het huis Spangen